# Cinclodes fuscus
La remolinera parda o churrete acanelado (Cinclodes fuscus), también conocida como remolinera común, meneacola, remolinera fusca o simplemente remolinera, es una especie de ave paseriforme perteneciente al género Cinclodes de la familia Furnariidae. Es nativa del Cono Sur sudamericano.

## Distribución y hábitat
Se distribuye en el centro y sur de Chile (hacia el sur desde Atacama) y centro y sur de Argentina (desde Mendoza al sur hasta Tierra del Fuego); migra hacia el sur de Brasil, sureste de Paraguay, Uruguay y norte de Argentina (hasta Corrientes).
Esta especie es considerada ampliamente difundida y bastante común en sus hábitats naturales, los pastizales abiertos y áreas rocosas de los Andes y de la Patagonia, desde el nivel del mar hasta los 5000 m s. n. m.

## Sistemática

### Descripción original
La especie C. fuscus fue descrita por primera vez por el naturalista francés Louis Pierre Vieillot en 1818 bajo el nombre científico Anthus fuscus; su localidad tipo es: «menos rara en los campos de Montevideo y Buenos Aires que en Paraguay».

### Etimología
El nombre genérico masculino «Cinclodes» deriva del género Cinclus, derivado a su vez del griego «kinklos»: ave desconocida de las orillas del agua, y «oidēs»: que recuerda, que se parece; significando «que se parece a un Cinclus»; y el nombre de la especie «fuscus», proviene del latín «fuscus»: pardo, de color oscuro.

### Taxonomía
Las especies Cinclodes albiventris y C. albidiventris, antes tratadas como subespecies de C. fuscus, fueron separadas con base en los estudios filogenéticos de Sanín et al. (2009) que concluyeron que el amplio complejo C. fuscus era parafilético, lo que también ya había sido sugerido previamente por otros autores y fue aprobado tras la Propuesta N.º 415 al Comité de Clasificación de Sudamérica (SACC). Estudios genético-moleculares posteriores de la familia Furnariidae corroboran lo expuesto.
Actualmente se considera una especie monotípica.